# Die Agaven
Die Agaven (abreviado Agaven) es un libro con ilustraciones y descripciones botánicas que fue escrito por el botánico alemán Alwin Berger, conocido por su contribución a la nomenclatura de las plantas suculentas, particularmente agaves y cactos; y publicado en Jena en el año 1915 con el nombre de Die Agaven. Beitrage zu einer Monographie .
Die Agaven, publicado en 1915, describe 274 especies de agave, divididas en 3 subgéneros: Littaea, Euagave, Manfreda. 